# Удине
У̀дине (на италиански: Ùdine; на словенски: Videm, Видем; на немски: Weiden, Ва̀йден) е град и община в североизточна Италия.

## География
Градът е главен административен център на едноименната провинция Удине, в областта Фриули-Венеция Джулия. Население 100 178 жители по данни от преброяването към 31 декември 2012 г.

## История
Удине е основан през 983 г.

## Икономика
Удине е важен търговски център. Там има няколко търговски центъра с хинтерланд (думата „хинтерланд“ е чуждица и означава „стопанска област към търговски, индустриален или потребителски център или съседна област, към която се предявяват права за предимство“). Развиват се също производството на стомана и механична обработка.

## Спорт
Футболният отбор на Удине се нарича Удинезе. Играе в италианската Серия А, като през сезона 2004 – 2005 г. постига най-големия си успех, 4-то място и успява да се класира за участие в Шампионската лига на Европа за участие през сезона 2005 – 2006 г.

## Личности
Родени
- Анибале Комесати (1886 – 1945), италиански математик

Починали
- Алдо Морети (1909 – 2002), италиански църковен деец

## Фотогалерия

### Изгледи
- Панорама на Удине
- Старинна карта

### Градът
- Площад „Свобода“ (Libertà)
- Детайл от градската кула
- Нощен изглед от лоджията Лионело

### Други
- Удинезийските Алпи
- Порденоне (Удине)
- Коледа в Удине

## Побратимени градове
- Албасете, Испания
- Виен, Франция
- Еслинген, Германия
- Нийт Порт Толбът, Уелс
- Норшьопинг, Швеция
- Схидам, Холандия
- Филах, Австрия